# Tephrosia villosa
Tephrosia villosa är en ärtväxtart som först beskrevs av Carl von Linné, och fick sitt nu gällande namn av Christiaan Hendrik Persoon. Tephrosia villosa ingår i släktet Tephrosia och familjen ärtväxter. IUCN kategoriserar arten globalt som livskraftig. Utöver nominatformen finns också underarten T. v. ehrenbergiana.

## Bildgalleri

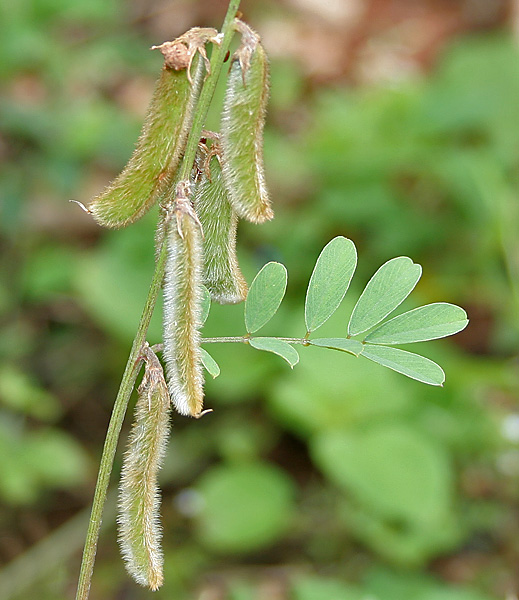
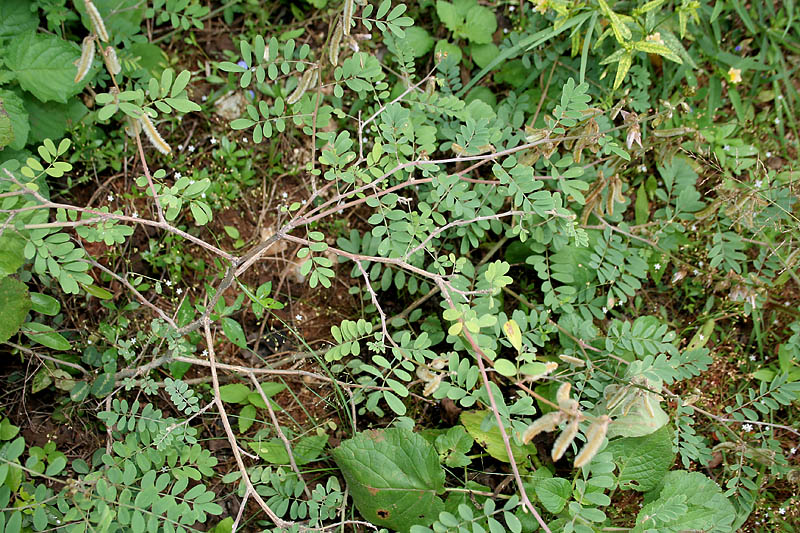
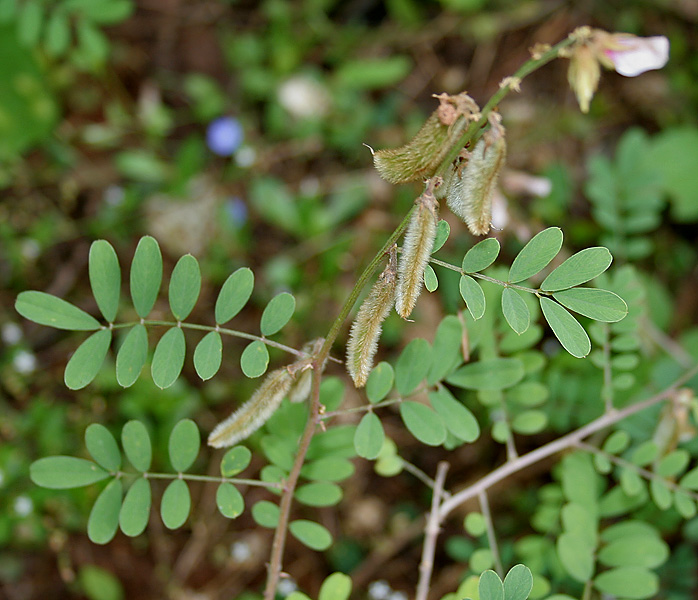
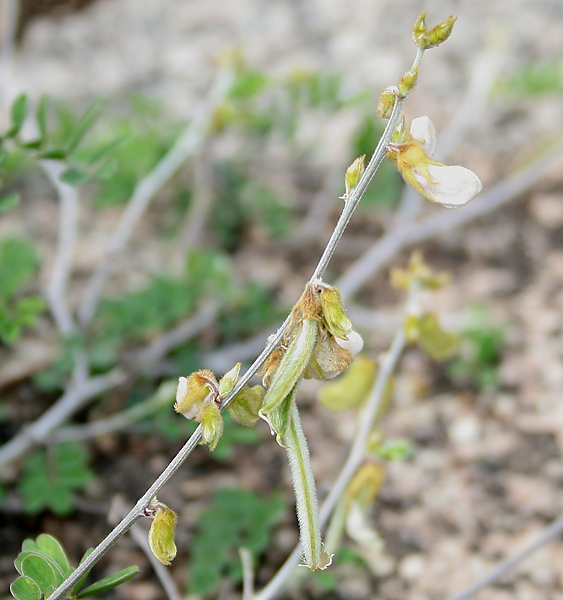